# الجلاص

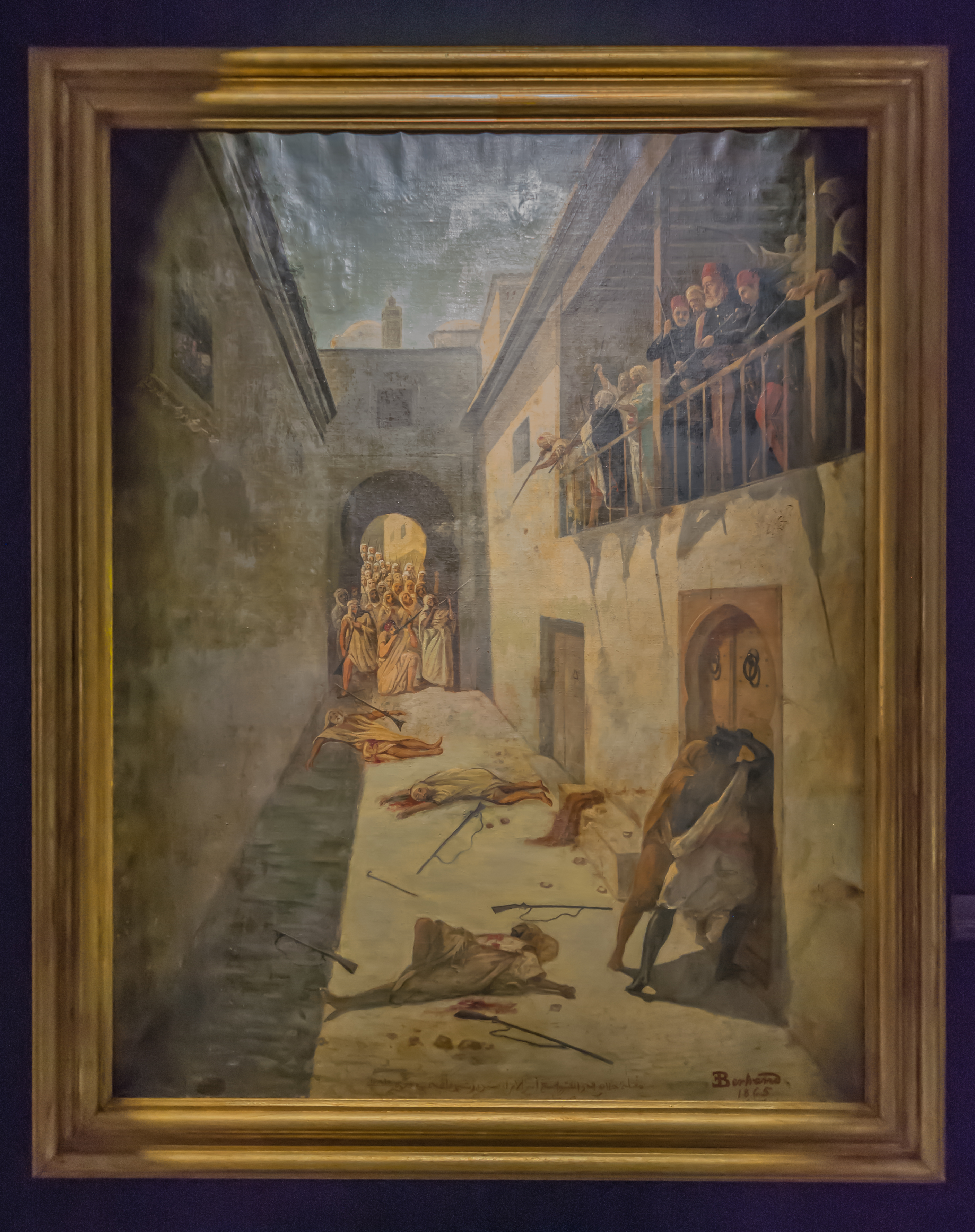

'«الجلاص» أو «الزّلاص»، وتنطق في مصر «إجلاص»، هم تجمع قبلي عريق من أصول أمازيغية، وهم السكان الاصليون لشمال إفريقيا، ينتشرون بشكل أساسي في مصر وليبيا وتونس، نسبهم يرجع إلى جلاص بن حبوس بن فاتن بن تمصيت ابن ضري بن لواته الاصغر بن لواتة الأكبر بن زجيك بن مادغيس بن مازيغ ، وتتفرع الجلاص لثلاثة عروش كبيرة وهم:
- أولاد إيدير
- أولاد خليفة
- أولاد سند

ومن ثم لعدة عروش صغيرة، يروى من مشايخ القبيلة من أن جدهم الذي يحمل اسم القبيلة أي اسمه جلاص لديه ثلاثة أبناء «إيدير» و«خليفة» و«سنداسٍن» وهم الذين تنحدر منهم العروش الثلاثة التي استقرت ولا زالت في كل من معتمديات الشراردة وبوحجلة ونصرالله وحاجب العيون والشبيكة وحفوز والعلا الواطي في منطقة السباسب العليا التونسية حالياً (ولاية القيروان)، كما أن هناك بعض الفروع من أولاد خليفة تستقر اليوم في معتمدية تكرونة من (ولاية سوسة) ومعتمديات كل من جرادو والزريبة (ولاية زغوان). فقد ذكر المؤرخ الفرنسي بول دوماس في أفريل سنة 1910 ميلادي عند استجوابه لشيخين من أولاد إيدير بحظور قايد الجلاص الطاهر بن إبراهيم، «نحن أولاد إيدير كنا منذ زمن بعيد أسياد هاذا البلد... نحن ننحدر من أصل بربري إن جدنا مدفون في خنقة زقلاس» وزقلاس التي هيا منشق منها تسمية جلاص مشتقة من كلمتين أمازيغية الأصل «زقا» أي بمعنى صاح و«لاس» بمعنى ابتعد وحصلت هذه التسمية حسب الأسطورة خلال المعارك الأولى بين الجيوش العربية وقبيلة الجلاص أثناء الفتح الإسلامي للربوع الإفريقية. ما يدعم بربرية القبيلة هو من أن أسماء إيدير وسنداسٍن أسماء غير عربية وانما أمازيغية الأصل وكانت منتشرة قبل الفتح الإسلامي لشمال إفريقيا غير أن الجلاص وكغيرهم من الأمازيغ أرادوا الانصهار مع الوافدين من العرب بعد اعتناقهم الإسلام ومن هنا تأتي التسميات المشتقة من العربية مثل خليفة. وقد أراد بعظ المؤرخين العرب التنبيه من ظاهرة التعريب لدى بعظ القبائل الأمازيغية على الهوية العربية القحة فألفو كتباً عديدة تأصل بين القومية العربية والدعوة لفضح محاولات الاستعراب التي أضحت متفشية في أوساط أمازيغ تونس بعد اعتناقهم للإسلام. من ذلك كتب العلامة أبو الفوز محمد أمين البغدادي الشهير بالسويدي في كتابه بعنوان «سبانك الذهب في معرفة قبائل العرب» الباب الثالث في ذكر القبائل التي اختلف فيها النسابين أو من غيرهم بن الجلاس (الجلاص): بطن من جاد وخاص من لواته من البربر. بنو لواته: ويقال لهم لواته باسم أبيهم بطن من البتر من البربر، وهم بنو لوته الأصغر من البربر ابن لوته الأكبر ابن زجيك بن مادغيس بن مازيغ.

## شجرة عائلات الجلاص - تونس
و يعتبر نسل الجلاص من أكبر القبائل التونسية عدداً حيث ناهز في أوائل القرن التاسع عشر ما يفوق عن 60.000 نسمة وحسب وصف الفرنسي بيليسي لمجال هذه القبيلة سنة 1846 يستقر أولاد إيدير في شمال القيروان وفي إتجاه الجنوب الغربي يتواجد أولاد سنداسٍن في حين يقطن أولاد خليفة شرق أولاد سندسٍن في إتجاه واد زرود
فروع قبائل الجلاص حسب آخر توثيق قبلي لهذه القبائل ما بين سنتين 1884 - 1885 ميلادي:

### أولاد إيدير
هم بطنان (جلاص بني يدير القبالة'معتمديات بوحجلة، الشراردة، نصرالله، أولاد حفوز'و البقية يدعون جلاص بني يدير الظهارى)اما الأولى فهم فرسان ومغاوير اما الاخرون فأغلبهم رعات ومستقرون
1. بومثنانة (العوايسية «عيساوي أو عويساوي» - أوهيبات - أولاد حاج - أولاد مبارك - أولاد مقاديل - أولاد نصير - أولاد عاشور)

### أولاد خليفة
1. العجابنة
2. العزازة (الفكة - الخبز - الخدايمية - أولاد بوحلس)
3. البدارنة (عرفات - دوايرية - كوارطة - كرايمية - سلاتة - الصفر)
4. البلاغتة (ذويبات - جوابر - شرامتية)
5. بريكات (الكريشات - أولاد زايد)
6. شباطرة
7. فرجان
8. فوايد
9. المجابرة (عبابسية - حميدات - جبيلات-الجزيرة - ثريوات)
10. مخاليف (أولاد عامر - الحدادة - أولاد بوذرع - روانة)
11. مواغير (أولاد حاج - أولاد جميلة - أولاد طعم الله)
12. سوالم
13. ثمامة
14. الجبنة
15. العزازة (متايغة - كربوص)
16. الحماد (بدارنة - فرجان)
17. بلارتة
18. شطابرة
19. المجابرة (هدادة - أولاد عامر - سوالم)
20. المواغير (أولاد الحاج - أولاد مطير - أولاد سويس- أولاد قصاعة - الفوايد - زهاملية)
21. التمامة

### أولاد سنداسٍن
1. فضول
2. هدايد (شوامق - عواطفية - فارسية)
3. محفوظ (أولاد بيو - جرى - أولاد ظيف الله - أولاد غرسلة - أولاد عيساوي)
4. أولاد محفوظ (أولاد علي بن سالم - أولاد سود - أولاد سعد الله)
5. مسعود (عوايلية - بسيلات - جلايبة - جوامعية - المعيز - مخالفية - أولاد بكوش - أولاد عنان - أولاد براهيم - دبابشة)
6. نفاتي (سعيد - شواربية - أولاد منصر - جويدات - قطاية)
7. عامر
8. شايب (فضول - زواتنية)
9. زايد
10. خير (الطوال - نقاقصة - جريرات - أولاد عامر - أولاد علي بن خلف الله)

## شجرة عائلات الجلاص - لیبیا[4]
وهم جزء من قبيلة الجلاص المتواجدة بتونس.

### الجلاس والشائع الجلاص - ترهونة (ربع اولاد مسلم)
بلغ عددهم حسب إحصائية سنة 1907م، حوالي 300 نسمة.
تتفرع منها العائلات تالية الذكر:
1. الدخائلية
2. الخضر
3. النجاحات
4. الربائع

وعندهم أولاد عمومه مقيمون في مسلاته.

### الجلاص، زاوية سيدي عطية – مسلاتة
بلغ عددهم حسب إحصائية سنة 1907م، حوالي 300 نسمة أيضاً.
ومنها تتفرع العائلات التالية الذكر:
1. البكور
2. الصوالح
3. البلاحسة

أمازيغ حضر مستقرون، وتقول الروايات المتواثرة انهم ينحدرون من قبيلة جلاص بترهونة (ربع أولاد مسلم).

### الجلاص، صبراتة[5]
توجد في صبراته قبيلة الدبابشة التي تنحذر من قبيلة الجلاص حيث ان جدهم يحيى بن ادبابش هاجر من واحة نفطة إلى ليبيا واستقر هناك واصبحت له ذرية كونت قبيلة تدعى الدبابشة.

#### التسمية
دبابش: كلمة امازيغية تعني في اللغة العربية (البقول) ويلقب بـ دبابش كل من يشتغل في مهنة بيع البقول فتعني عندها (البقال) واسم الانتساب لهذه القبيلة هو الدباشي.
تتكون لحمة الدبابشه من
- اولاد يوسف
- اولاد بركة
- اولاد دبابش
- اولاد سليمان

وجدهم هو “سيدي يحيى بن دبابش بن مسعود بن سنداسٍن بن جلاص اللواتي” دفين زواغة (قبيلة امازيغية معروفه جداً) وهو وافد من واحة نفطا التي تقع بالقرب من درجين السفلى بولاية توزر التونسية وأهم مدنها (توزر–قادش–نفطا (كلمات امازيغية))، وكانت تعرف ايضاُ ببلاد لجريد وفي العصور الإسلامية الأولى باسم (قسطيليه)، والدبابشة القديمة هي إحدى قرى ولاية قبلي بتونس توجد على مدخل شط الجريد وقد غمرتها الرمال فنزح عنها سكانها إلى قرية فطناسة المجاورة لها وفطناس كما هو معرف أحد بطون نفزاو بن زجيك بن مادغيس بن مازيغ.

#### نسبهم
ترجع اصولهم إلى قبيلة جلاص التي تنحدر من لواتة الامازيغية والتي تتفرع بدورها كما يخبرنا ابن خلدون من (لوا بن زحيك بن مادغيس بن مازيغ)، وتشكل نفزاوة أحد فروع لوا الأكبر اغلبية سكان لجريد (97526 ألف نسمة سنة 2004م).
.

## فلكلور وعادات
حافظ الجلاص إلا اليوم على جل عاداتهم وخصوصياتهم من تقاليد وعادات قديمة وهيا جلها من العادات الأمازيغية في المأكل والملبس والمشرب. يدلى من أن قبيلة الجلاص عرفت شبه الاستقرار في منطقة السباسب العليا منذ القدم قبل الفتوحات الإسلامية وحسب ما يروى في بعظ المصادر عن شيوخ القبيلة كانو يلتقون عند برك الماء حالياً الفسقيات في مدينة القيروان ليروون قطعان الماشية ويغتسلون ومن هنا اطلقت تسمية مدينة القيروان باللسان العربي أو قراون كما يطلق عليها المحليون وهي المدينة التي لعبت دور مهم بعد الفتح الإسلامي لبلاد المغرب عكس ماهو متعارف عليه أن قروان كلمة أمازيغية حسب سردهم تعني برك الماء أي قروى بركة وحرف النون في أخر الكلمة للجمع. وهناك العديد من المدن اشتقت اسمها من البربرية بالجمع تنتهي بحرف النون على سبيل الذكر تلمسان وتطوان وتطاوين وغمراسن... إلخ ونفس الشيء يعرف عن تسمية مدينة سوسة المجاورة التي هيا الأخرى أطلقت عليها القبيلة المجاورة من الشرق وهيا قبيلة السواسي المنبسطة في منطقة الساحل التونسي اسم سوسة وسوسة هي الأخرى كلمة بربرية وتعني التجمع السكاني وهناك مدينة سوسة في برقة شرق ليبيا الموطن الأصلي لبربر لواته وبلاد السوس في المغرب الأقصى. وما يأكد أنهم من السكان المحليين ورود اسمهم في كتابات رومانية تحت اسم جولاسيوس كقبيلة بربرية تحالفت مع قرطاج وشكل عدد كبير منها فرسان الجيش القرطاجي في معركة زامة وهي مثل الفراشيش فهذه القبائل مذكورة في الوثائق الرومانية وما زالت معروفة بأسمائها إلى يومنا هذا. ذكر منذ القدم من أن البعض منهم اعتاد الترحال سابقاً لجني الطماطم في فصل الصيف في ربوع الوطن القبلي بعد نصب الخيام ولوحظ من أنهم يستعملون لهجة زناتية فيما بينهم، كما ينقشون الأحرف البربرية وأقاويل بربرية بأحرف عربية على الجدران أحياناً. والتراث الأمازيغي هو غني بالأقاويل والشعر والأمثال فقد كان من خصوصيات البربر التجمع أحياناً لسرد القصص والخرافات. ومن فنون الجهة ينفرد الجلاص مع باقي قبائل الوسط والوسط الغربي التونسي كما في المنطقة الشاوية شرق الجزائر بالعزف على آلة القصبة المنتشرة جداً في الأوساط الشعبية المغاربية خاصةً فالغرب التونسي والشرق الجزائري.
مثل أمازيغي قديم:
غِيرْ مَانِي أَكْتْفَارَقْ الْرُّوحْ أَتَزْرَاضْ *** أَمْكَانَكْ الّي الْغَرّسْ أَرَاحَضْ
ترجمة:
و في الوقت الذي تفارقك فيه روحك تراه *** مكانك الذي ستذهب إليه (الجنة أو النار)

## اللغة
عرفت قبائل الجلاص التعريب من المبكر وذالك يرجع لواجهتهم الجغرافية تحت المركزية العربية فالقرن الثامن ميلادي ويتحدث جلهم اليوم الدارجة التونسية بلكنة محلية عدى أحد الفرق من أولاد خليفة حافظ على استعمال اللغة الأمازيغية في قرى تكرونة من ولاية سوسة وكل من جرادو والزريبة بجهة زغوان.